# Cryptophagus latus
Cryptophagus latus is een keversoort uit de familie harige schimmelkevers (Cryptophagidae). De wetenschappelijke naam van de soort werd in 1841 gepubliceerd door Grimmer.